# تيكس نيلسون
تيكس نيلسون (بالإنجليزية: Tex Nelson)‏ هو لاعب كرة قاعدة أمريكي، ولد في 9 أغسطس 1936 في دالاس في الولايات المتحدة، وتوفي بنفس المكان في 22 يوليو 2011.